# Maagtorsie (honden)
Een maagtorsie (ook wel maagkanteling of volvulus genoemd) is een acuut levensbedreigende aandoening die vooral bij grote hondenrassen voorkomt, en ogenblikkelijk ingrijpen van een dierenarts vereist. De mortaliteit van behandelde dieren ligt tussen 20-45%.

## Etiologie
De maag draait in de buikholte om zijn as. Dit gebeurt meestal in de richting van de wijzers van de klok. De precieze oorzaken van een maagkanteling zijn wetenschappelijk nog niet volledig achterhaald. De kanteling kan het gevolg zijn van een maagdilatatie. Door de maagkanteling worden het duodenum en de slokdarm afgekneld. Gassen, die door fermentatie ontstaan, vloeistof en voedsel kunnen niet meer worden afgevoerd en de maag zal opzwellen. Door de opzwelling van de maag wordt de bloedsomloop van de grote vaten ( vena cava caudalis en leverpoortader) en van de maag zelf belemmerd, de druk op het middenrif stijgt waardoor de ademhaling bemoeilijkt wordt. Doordat alle organen minder van bloed worden voorzien zal een torsie van de maag snel leiden tot shock en in een later stadium tot de dood.
Bijkomend kan de milt afgekneld geraken.

### Bepalende factoren
Spelen of stoeien kort na het eten vergroot de kans op een maagtorsie aanzienlijk. Bij oudere honden komt het probleem vaker voor, evenals bij honden die snel en veel eten. Ook honden waarvan verwanten de aandoening doorgemaakt hadden, hadden een grotere kans om deze op te lopen.
Veertig procent van alle Duitse doggen krijgt te maken met maagtorsie, en ook andere rassen met een grote borstkas schijnen kwetsbaar te zijn. Dobermanns, reuzenpoedels, Sint-Bernards, setters en Weimaraners hebben ook bovengemiddeld te kampen met deze aandoening.

## Symptomen
De symptomen van een maagtorsie bij honden zijn een opzetting van de buik vlak achter de ribben. De buik is vaak strak gespannen en tikken op de buik geeft een hol geluid (Tympanie). De honden zijn vaak rusteloos of juist sloom en er bestaan braakneigingen zonder dat er daadwerkelijk wordt overgegeven. De dieren vertonen een moeizame ademhaling en hebben pijn. De symptomen gaan vaak snel over in een shock symptomatiek.

## Diagnose

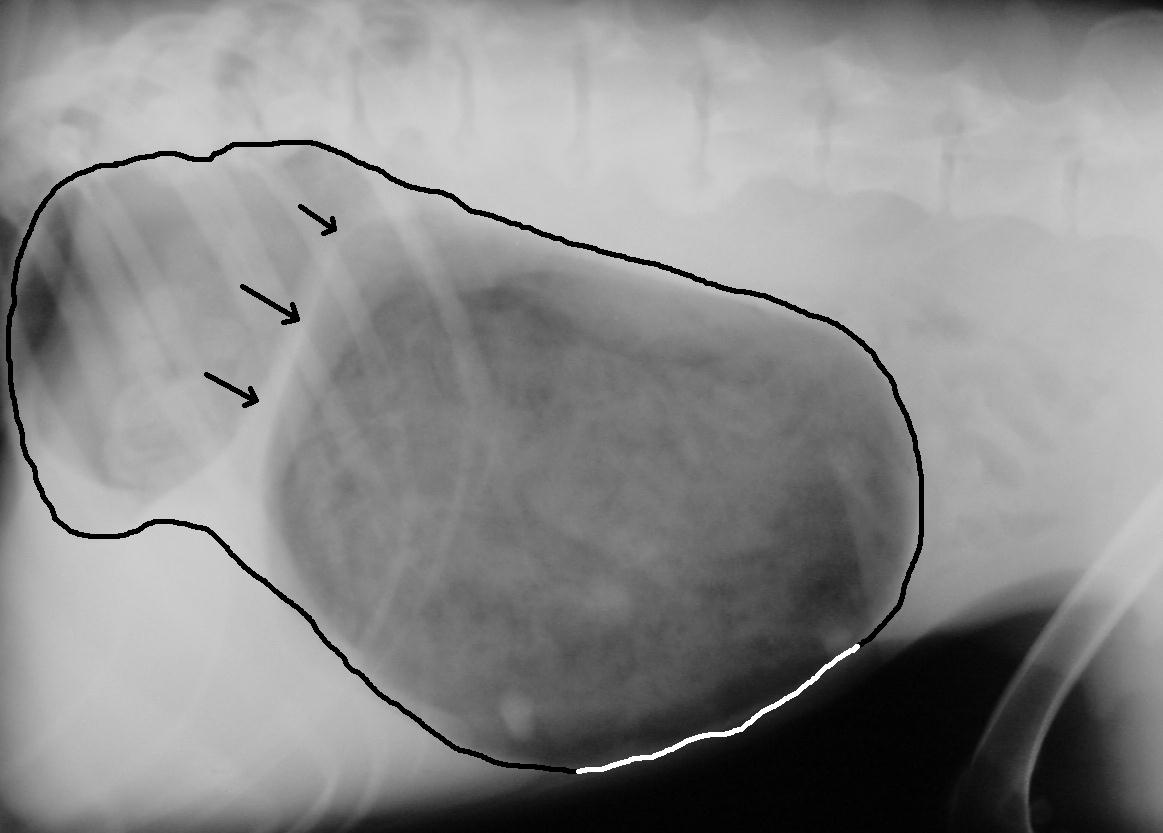
Maagtorsie

De diagnose van een maagkanteling wordt het best door middel van een röntgenfoto gesteld. Als de hond tijdens de opname op zijn rechterkant ligt en de maag volgens de wijzers van de klok is gedraaid, ziet men een typisch beeld (zie opname rechts). Door de draaiing van de maag ontstaan twee met gas en voedsel gevulde compartimenten die duidelijk zichtbaar zijn. Het wordt vaak ook van een double bubble beeld gesproken. Door de opname kan een maagkanteling in de meeste gevallen van een maagdilatatie worden gedifferentieerd. Enkel als de draaiing niet volgens de wijzers van de klok is gebeurd treedt de opdeling in twee compartimenten niet op (zelden).
Verder kan men op een röntgenfoto een eventuele gasopstapeling in de maagwand (emfyseem) zien. Het emfyseem ontstaat door de verminderde doorbloeding en de necrose van de maagwand en dient als een prognostisch hulpmiddel.

## Behandeling
De dierenarts kan met behulp van een maagsonde proberen om het gas te laten ontsnappen. Dit lukt door de draaiing van de slokdarm niet altijd. Meestal wordt het gas met behulp van een holle naald door de buikwand heen verwijderd. Tijdens de chirurgische ingreep zal de arts de maag legen en in de juiste stand draaien, en zo nodig de milt verwijderen. Die is soms meegedraaid en kan dan afsterven. Daarna wordt de maag aan de buikwand vastgemaakt. Dit verkleint de kans op herhaling. Zo'n gastropexie wordt bij gevoelige rassen ook wel preventief uitgevoerd.

## Omgaan met maagtorsie
Bij het vermoeden van een maagtorsie dient men zeer snel te handelen. De duur van de torsie is in grote mate bepalend voor de prognose van de hond. Men dient de hond zo snel mogelijk naar een dierenarts te vervoeren. Hierbij is het belangrijk de hond zijn positie zelf te laten kiezen en hem zo weinig mogelijk te manipuleren. Honden met een maagtorsie hebben sterke pijn en kunnen hun eigenaars bijten (neem desnoods preventieve maatregelen).

## Preventie

Gastropexy

Ook al is de medische wetenschap het niet altijd eens over de oorzaak van een maagkanteling, toch wordt algemeen aangenomen dat de volgende maatregelingen kunnen bijdragen aan het voorkomen hiervan:
- Laat uw hond vóór het eten uit of zorg ervoor dat er anderhalf uur tussen de maaltijd en het spelen/uitlaten ligt.
- Geef bij voorkeur meerdere keren per dag een kleine maaltijd, in plaats van een grote hoeveelheid in een keer.
- Er wordt gesuggereerd dat het goed is het voedsel op een verhoging te zetten, zodat de hond tijdens het eten zo weinig mogelijk lucht naar binnen krijgt. Onderzoek spreekt dit echter tegen.[2] Hiernaast kan het raadzaam zijn om een afgeronde steen (of omgekeerd schaaltje) in het midden van de etensbak te zetten en daar omheen de brokjes geven. Op deze manier zal de hond rustiger eten (brokjes moeten er eerst worden uitgevist).
- Als meerdere honden tegelijkertijd in dezelfde ruimte gevoerd worden dan kan concurrentie ontstaan met als gevolg schrokken. Overweeg tijdens het voeren de dieren te scheiden.
- Pas op met sneeuw eten of veel (ijs)koud water drinken.
- Denk, met name bij gevoelige rassen, aan de mogelijkheid van een preventieve gastropexie. Ook vormen andere chirurgische ingrepen veelal een goede gelegenheid om tegelijkertijd gastropexie uit te voeren.